# Jonathan Schaeffer

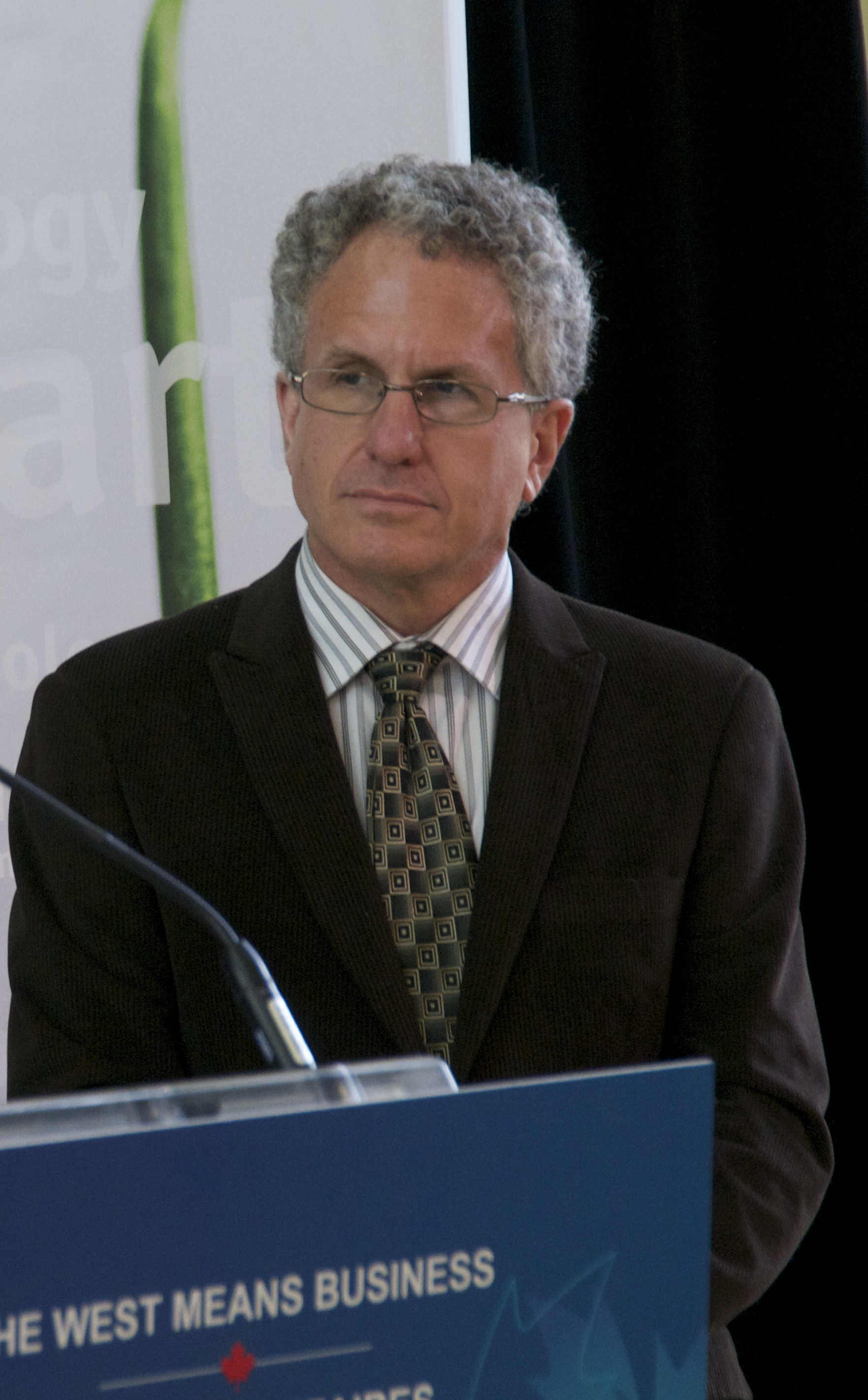

Jonathan Schaeffer (ur. 1957 w Toronto) – kanadyjski informatyk, znany z tworzenia programów do gry w warcaby, pokera i szachy.
Schaeffer jest profesorem informatyki na Uniwersytecie Alberty. W 1989 stworzył program do gry w warcaby angielskie, nazwany  Chinook, który w 1992 i w 1994 roku odbywał mecze z ówczesnym mistrza świata Marionem Tinsleyem. Pierwszy mecz zakończył się wygraną Tinsleya (4 partie wygrane, 34 remisy, i dwie porażki). Drugi mecz Tinsley oddał walkowerem, ze względu na stan zdrowia. 
19 lipca 2007 w magazynie Science kierowany przez Shaeffera zespół opublikował artykuł, w którym poinformował, że baza danych Chinook zawiera pełną informację o wszystkich 500 trylionach (5x1020) możliwości ustawień, w jakich mogą znaleźć się piony na planszy. Twórcy programu udowodnili, że w przypadku, gdy żaden z graczy nie popełni błędu, partia warcabów musi skończyć się remisem. 
Schaeffer jest również jednym z twórców programu Polaris, biorącego udział w rozgrywkach pokerowych, z udziałem zawodowych graczy.